# 미움이 변하여
"미움이 변하여"는 1972년 공개된 대한민국의 영화이다.

## 배역
- 박노식
- 나훈아
- 윤정희
- 전계현
- 윤영지
- 봉운선
- 이낙훈
- 권혁진 ... 감독 특별출연
- 최삼
- 장훈
- 김기범
- 임성포
- 남성국
- 손승문